# Musée des Civilisations de l'Europe et de la Méditerranée
Pour les articles homonymes, voir Musée des civilisations.
Le musée des Civilisations de l'Europe et de la Méditerranée (Mucem) est un musée national situé à Marseille, inauguré par le président François Hollande, le 7 juin 2013, alors que Marseille était capitale européenne de la culture. La construction du bâtiment est l'œuvre de l'architecte français Rudy Ricciotti.
Musée de société,, le Mucem est consacré à l'anthropologie culturelle des sociétés d'Europe et de la Méditerranée. À sa création, les collections constituées par l'ancien musée national des Arts et Traditions populaires (définitivement fermé) lui ont été affectées. En créant ce musée à Marseille, l'État dote la deuxième ville de France d'un équipement culturel majeur, placé sous la tutelle du ministère de la Culture.
Les expositions permanentes couvrent différents champs scientifiques : anthropologie, archéologie, histoire, histoire de l'art et art contemporain. Le musée programme aussi des expositions temporaires, souvent en lien avec l'actualité artistique ou sociale. Il vise à rendre compte des permanences historiques et sociales de ce bassin de civilisation, ainsi que des tensions qui l'ont traversé, et qui le traversent encore aujourd'hui.
Entre 2013 et 2016, le Mucem a accueilli 8,5 millions de visiteurs, dont 2,2 millions dans ses espaces d'exposition. La fréquentation atteint 1,3 million de visiteurs en 2023 . Le musée est donc présenté comme un outil d'attractivité  de la ville de Marseille et du territoire de la métropole d'Aix-Marseille-Provence. En 2015, le Mucem a reçu le prix du musée du Conseil de l'Europe.

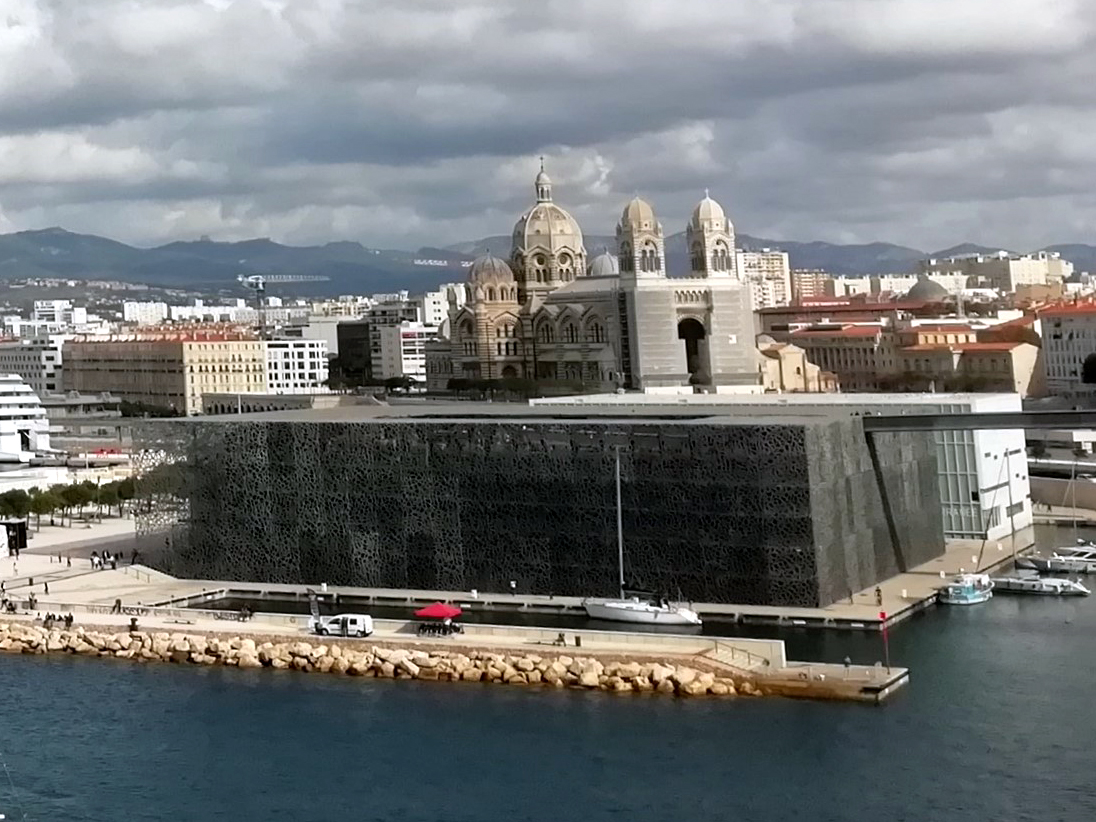
Le Mucem.

## Bâtiments
Le Mucem est composé de trois sites distincts : le J4, le fort Saint-Jean, et le Centre de Conservation et de Ressource. Le nouveau bâtiment de Rudy Ricciotti (J4) et le fort Saint-Jean sont situés en bord de mer et reliés par une passerelle de 130 m de long qui enjambe une darse. Une autre passerelle, approximativement de même longueur, relie le fort Saint-Jean à l'esplanade de la Tourette par l'ancienne Porte royale.

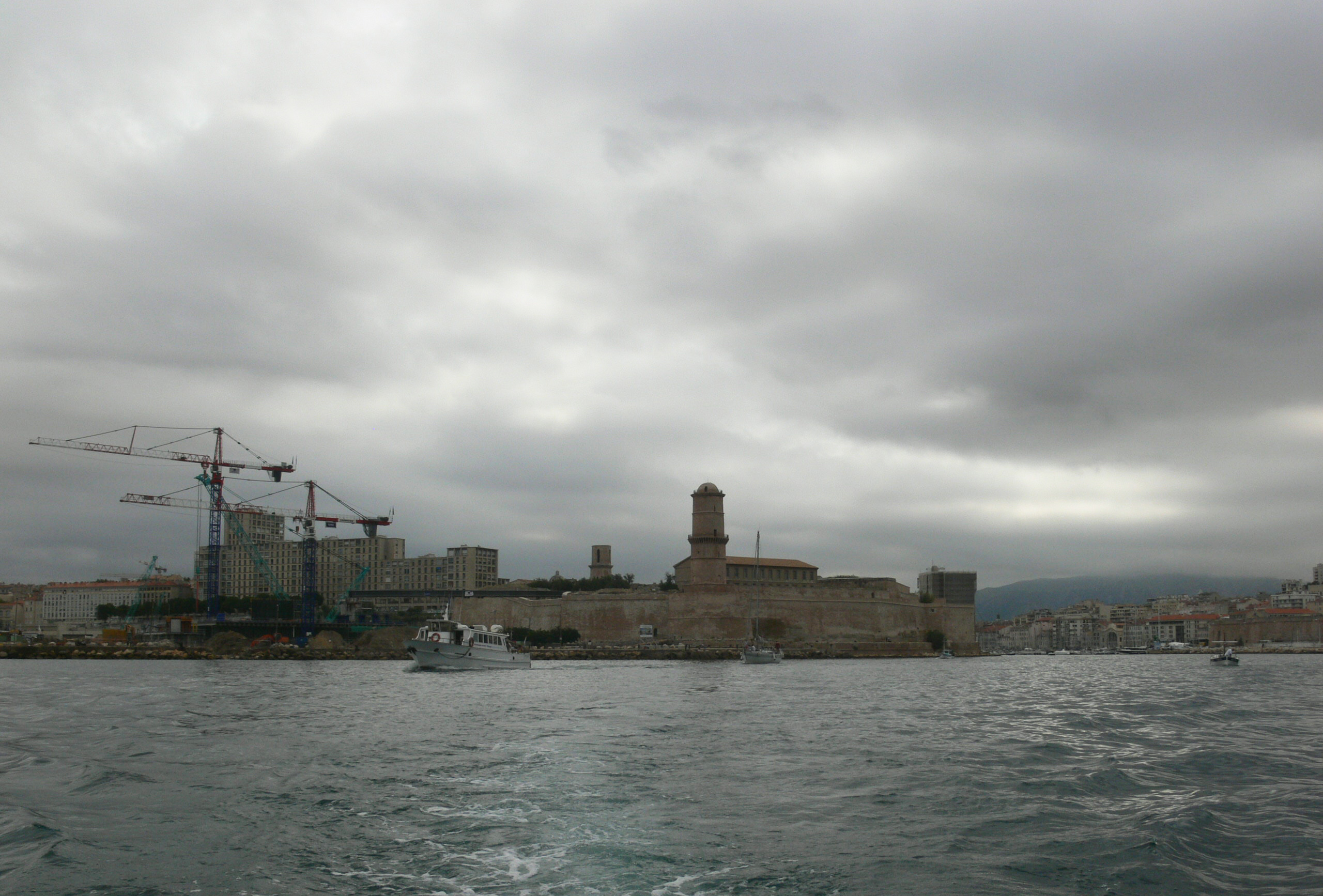
Le chantier près du fort Saint Jean depuis l'entrée du port de Marseille en 2012.
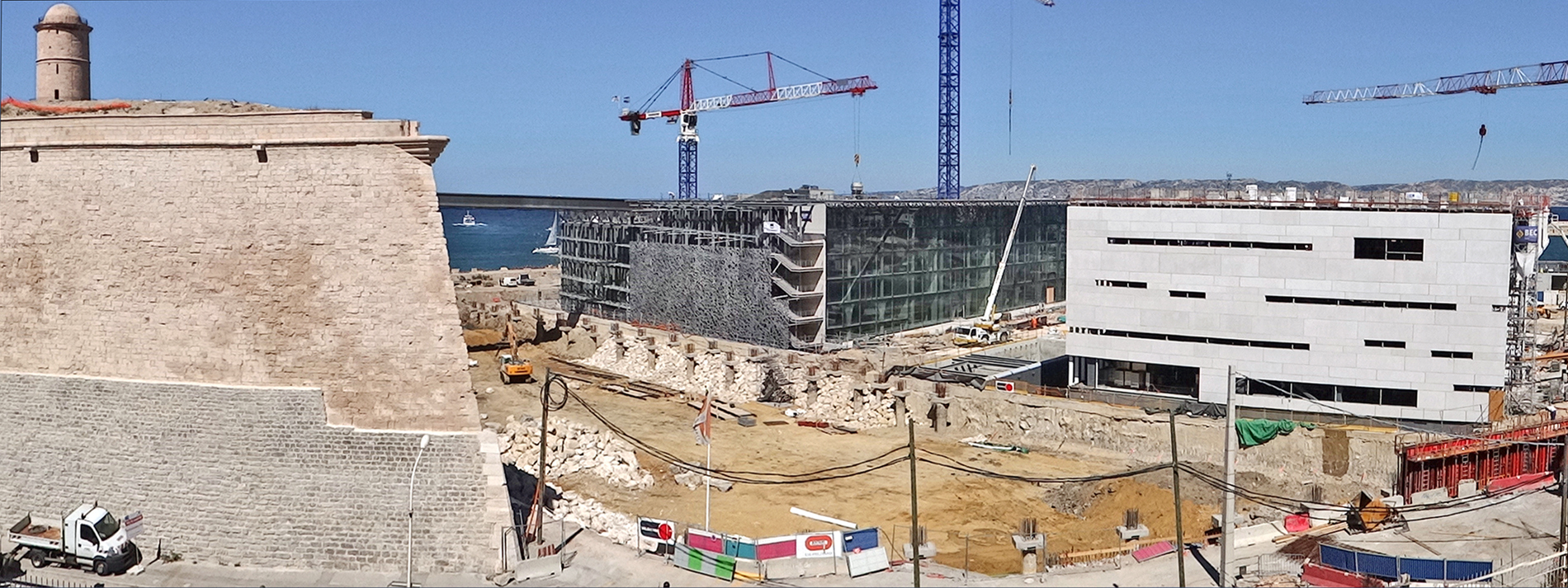
Le chantier du Mucem en juillet 2012.
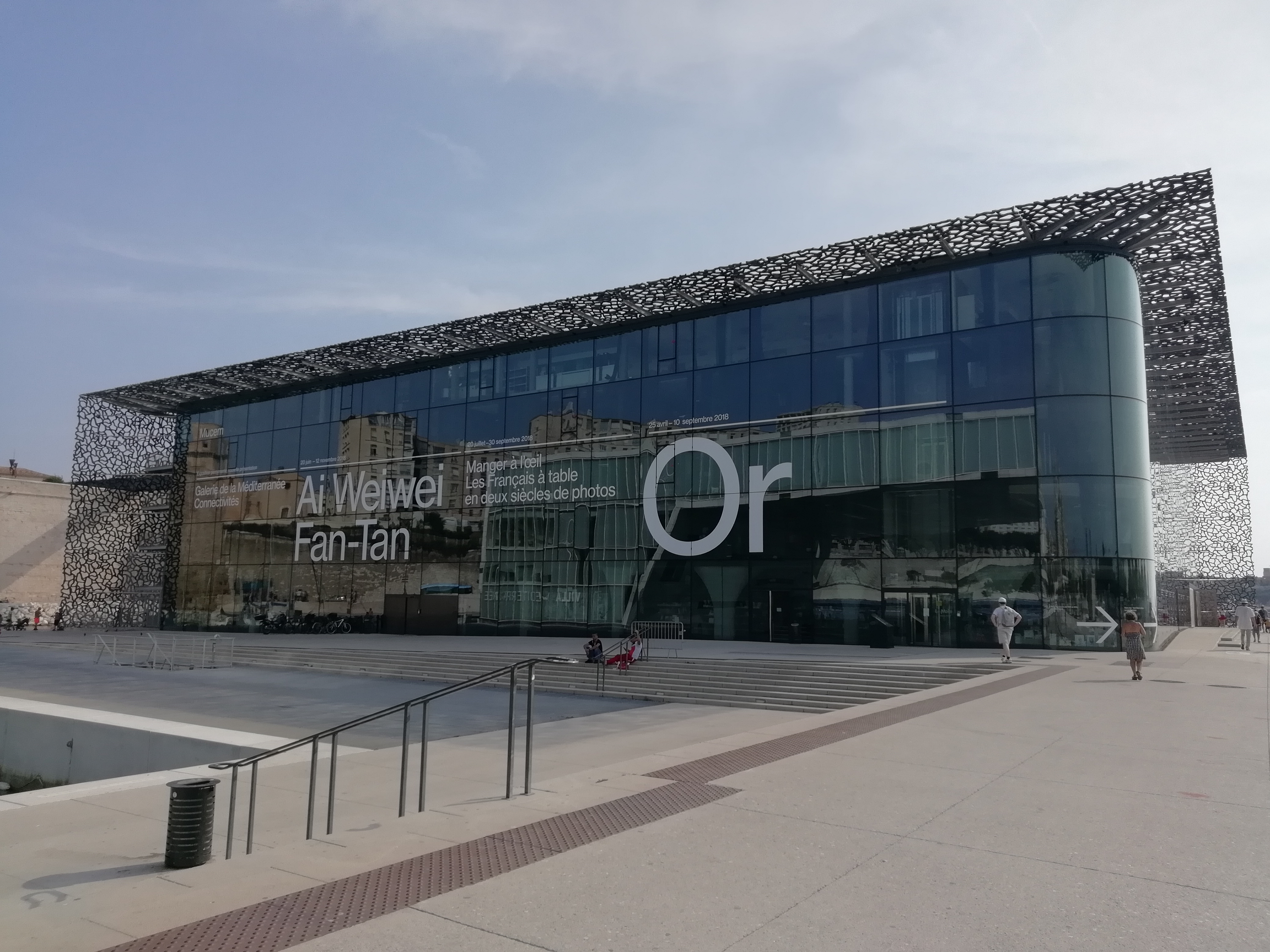
Mucem en 2018
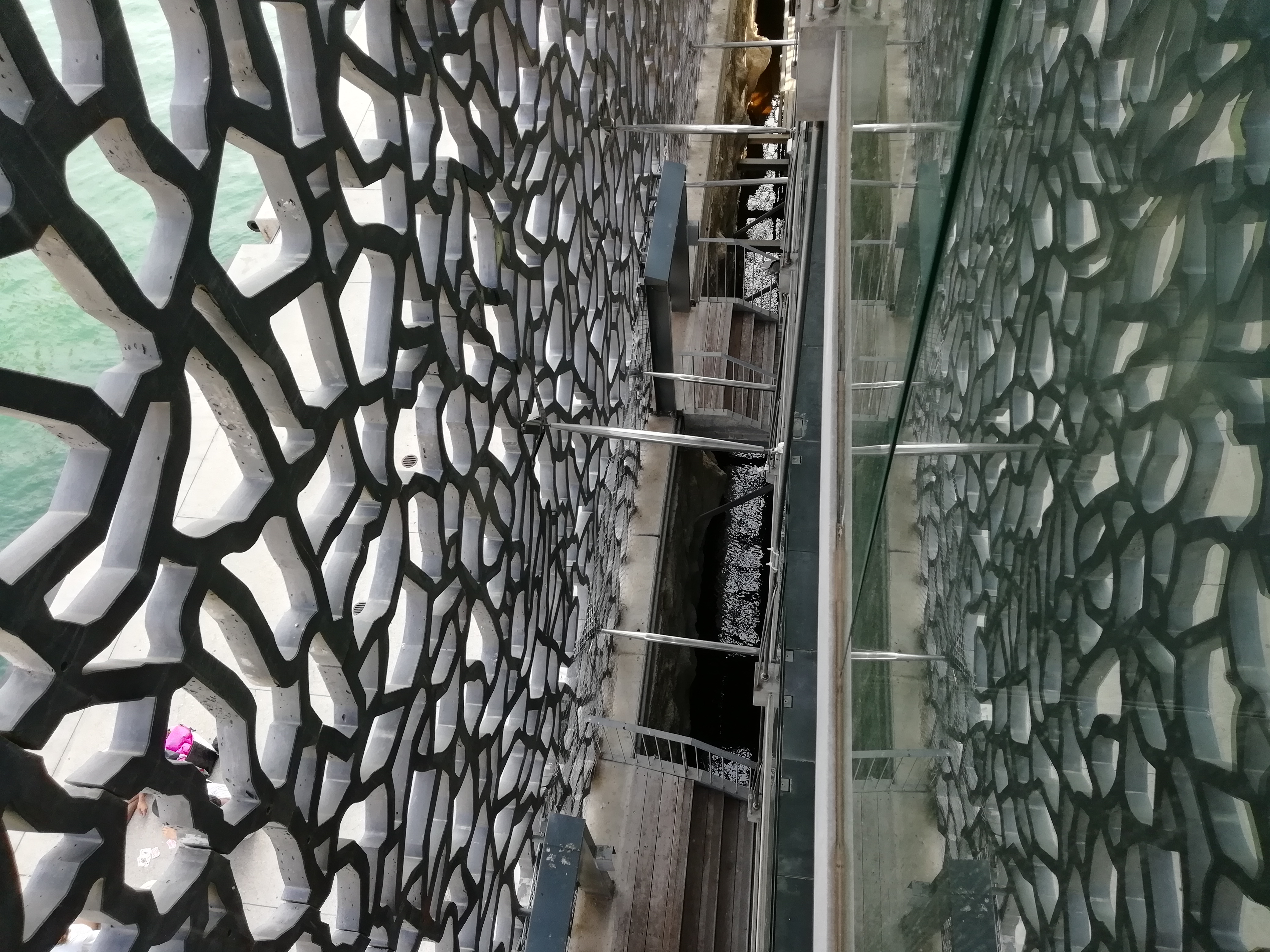
architecture intérieure du Mucem

### J4
Le J4, « un bâtiment de pierre, d’eau et de vent », a été réalisé par l'architecte Rudy Ricciotti (associé à Roland Carta) et mis en lumière par Yann Kersalé. Ce nouveau bâtiment, construit entre novembre 2009 et juin 2013, est situé sur l'ancienne jetée no 4 du port (d'où son surnom de môle J4). Conçu comme un cube d’une surface au sol de 16 500 m2, il accueille les expositions permanentes et temporaires du musée sur deux niveaux. La première pierre en a été posée par Frédéric Mitterrand, ministre de la Culture.
Le bâtiment en lui-même a des caractéristiques architecturales complexes. C'est un cube de 72 mètres de côté à l'apparence rendue singulière par la résille de béton qui ceint les façades. Le bâtiment est soutenu par 309 piliers moulés en béton fibré ultra-hautes performances (BFUHP), le même matériau composant les deux passerelles sur vérins. L’ambition architecturale du Mucem était d’expérimenter les qualités de ce matériau à l’échelle d’un bâtiment de soixante-douze mètres de côté sur dix-huit de hauteur. Deux rampes extérieures s'élancent depuis le rez-de-chaussée et ceignent le bâtiment jusqu'à la terrasse.

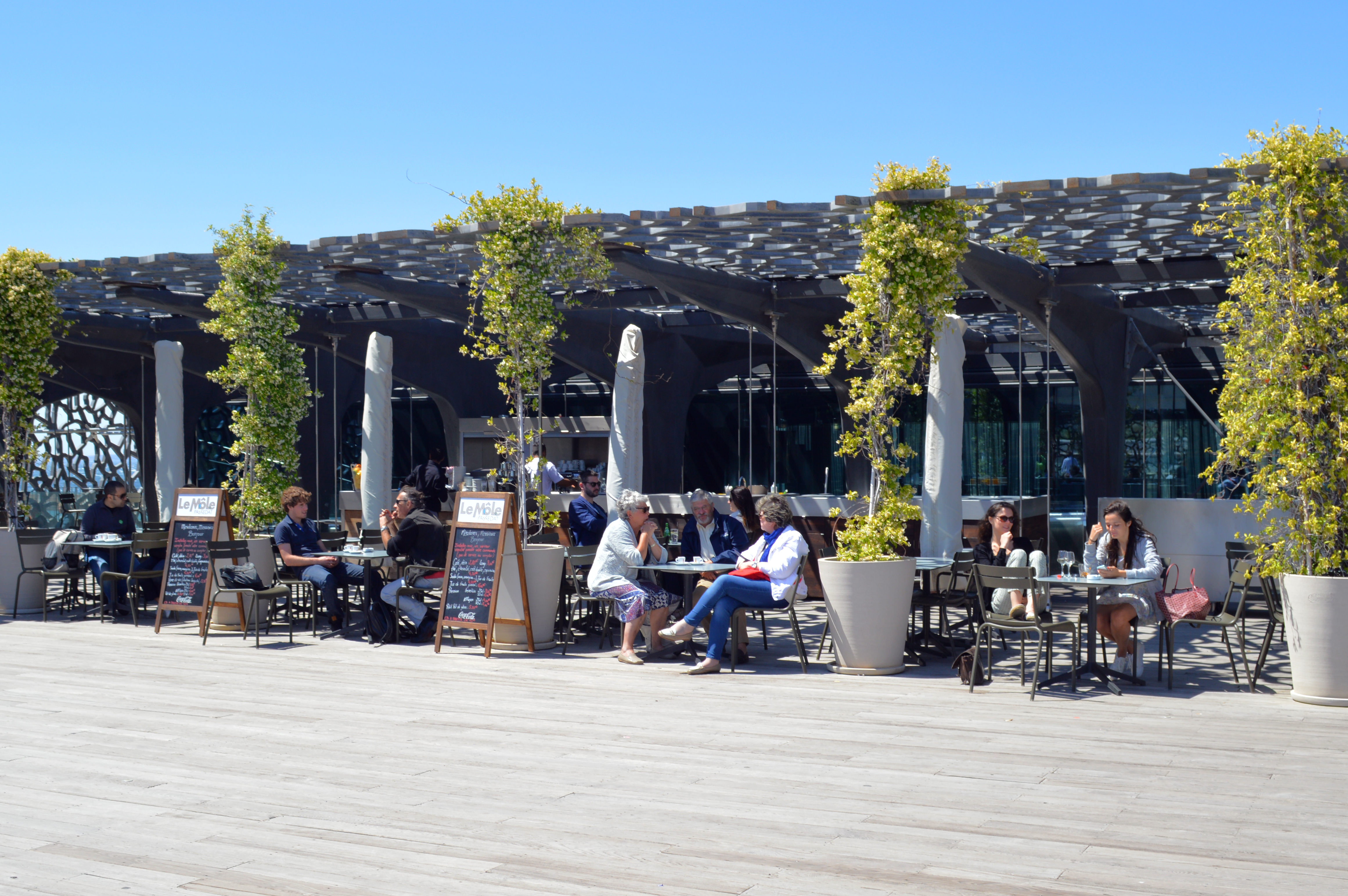
Terrasse panoramique sur le toit du J4 (2015).

Le J4 comporte un auditorium de 400 places, un espace de projection de documents audiovisuels en partenariat avec l'INA (la « Médinathèque »), un espace destiné aux enfants, des bureaux pour les équipes du musée et deux librairies.
Au rez-de-chaussée, les expositions semi-permanentes, renouvelées tous les trois à cinq ans, occupent sur 1 600 m2 la galerie de la Méditerranée, qui présente les singularités du monde méditerranéen. Les objets et des œuvres d'art, issus pour partie des collections du Mucem, y mêlent l'art, l'histoire et l'anthropologie.
Au niveau 2, deux salles d'environ 1 000 m2 chacune sont destinées aux expositions temporaires, où les œuvres sont présentées comme l'expression des sociétés qui les ont produites. Elles invitent à un regard sur l'histoire de la Méditerranée ou traitent des mythologies contemporaines des sociétés européennes et méditerranéennes.

### Fort Saint-Jean
Le fort Saint-Jean, surplombant l'entrée du Vieux-Port et faisant face au fort Saint-Nicolas et au fort d'Entrecasteaux, est un ancien terrain militaire cédé au ministère de la Culture en 1962. Le fort a d'abord accueilli le DRASSM qui a dû investir de nouveaux locaux à l'Estaque à mesure de l'avancement des travaux d'aménagement pour le Mucem.
Classé monument historique, le fort dispose de différents espaces. La place d'Armes accueille la programmation estivale : concerts, projections et rencontres, et peut recevoir environ 1 000 personnes.
La galerie des Officiers date du milieu du XVIIe siècle, ainsi que la tour du Fanal. La chapelle du XIIe siècle se situe dans l'enceinte initiale de la fondation des Hospitaliers de l'ordre de Saint-Jean et de Jérusalem.

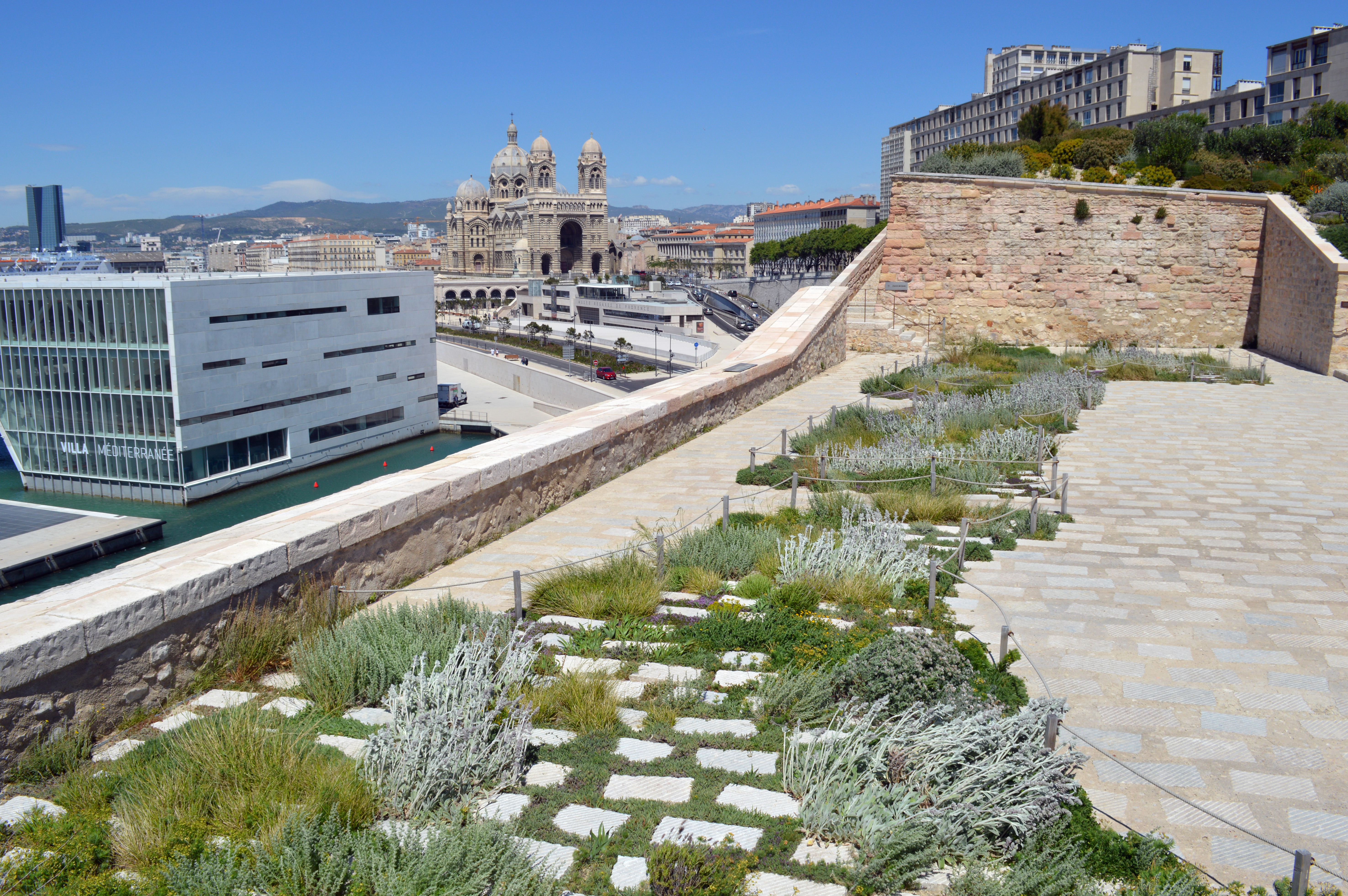
Une partie du jardin de toiture (2015).

Le jardin des migrations, d'une superficie de 12 000 m2, est situé sur les hauteurs du fort. Il regroupe quelques-unes des plantes emblématiques du pourtour méditerranéen et propose une vue panoramique sur la ville de Marseille.
La galerie d'actualité, à l'orée du Jardin,  présente l'actualité des collections (dons, enrichissement des fonds, restaurations, recherches en cours, etc.) à travers des « expos-dossiers » thématiques.
Le bâtiment Georges-Henri-Rivière est un espace d'exposition temporaire, situé sur la place d'Armes.
La chapelle accueille des œuvres d'art contemporain.

#### L'I2MP
L'Institut méditerranéen des métiers du patrimoine a été créé par convention entre le Mucem et l’Institut national du patrimoine (INP). L'I2MP est un lieu de formation professionnelle : il accueille des rencontres scientifiques et professionnelles. En partenariat avec les établissements d’enseignement supérieur, l'I2MP développe des formations qui associent la connaissance des contextes culturels de l’Europe et de la Méditerranée à la transmission des pratiques professionnelles du musée (documentation, collecte, conservation, restauration, médiation...).
Dans le domaine de l'enseignement, les équipes scientifiques du Mucem contribuent à de nombreuses formations supérieures de niveau master ou doctorat, au niveau national et international. Depuis 2014, les cours en région de l’École du Louvre sont accueillis pour Marseille, à l'auditorium du Mucem (J4).

### Le centre de conservation et de ressources
Les réserves du musée, ainsi que les espaces consacrés au traitement technique des collections (régie, manipulation, photographie, restauration), sont situés dans le Centre de conservation et de ressources (CCR), bâtiment construit par Corinne Vezzoni, associée à André Jollivet, dans le quartier de la Belle de Mai. Ce bâtiment, livré en 2013, a été construit dans le cadre d'un partenariat public-privé (PPP) entre le Ministère de la Culture et le groupe Icade.

#### La conservation des fonds
Le bâtiment du CCR couvre 13 000 m2 répartis sur trois niveaux, dont 7 000 m2 d'espace de conservation, ainsi qu'un espace de consultation et de recherche de 1 400 m2. Les activités de restauration se font au CCR ; il est doté d'espaces de réserves au climat adapté pour toute typologie d'objets et d'œuvres des collections.

## Histoire
Le Mucem est le premier musée national français consacré aux cultures de l’Europe et de la Méditerranée, redéfini dans le cadre de sa délocalisation de Paris à Marseille. Inauguré en 2013 à Marseille, le Mucem est l'héritier d'une institution muséographique qui remonte à la fin du XIXe siècle.
Le musée d'Ethnographie du Trocadéro (1878-1936), puis en 1941 le musée national des Arts et Traditions populaires (MNATP), porté par Georges Henri Rivière, et le musée de l'Homme succèdent au « Vieux Trocadéro ».
Le musée d’Ethnographie du Trocadéro est créé en 1878 et dès 1884 la « salle de France » est ouverte, permettant d'exposer des collections françaises (vie domestique, costumes, etc.). La salle ferme en 1928.
Le 1er mai 1937, le musée de l’Homme crée un  "département des arts et traditions populaires", qui deviendra un musée à part entière en août 1941, baptisé Musée national des Arts et Traditions populaires. Les collections du MNATP se développent à partir d'enquête-collectes durant l'Entre-deux-guerres, qui s'attachent principalement au monde rural français. Deux thématiques principales sont privilégiées : la vie sociale et culturelle (religion, rites et fêtes calendaires, etc.) et la culture matérielle (agriculture, artisanat, mobilier rural, alimentation, etc.).
Les collections du MNATP quittent le palais de Chaillot pour s'installer en 1972 dans le nouveau bâtiment construit par l'architecte Jean Dubuisson au bois de Boulogne. La politique d’acquisition s'oriente vers l’artisanat et le commerce en contexte urbain, mais aussi développe un intérêt pour le cirque et les arts forains. En parallèle, la collection d’impressions populaires devient l’une des plus importantes de France, avec de nombreux chefs-d’œuvre de l’imagerie populaire du XVIe au XVIIIe siècle ; cette collection constitue un fonds de référence avec le fonds des estampes de la BNF.
Les collections du Mucem proviennent du MNATP et du musée de l'Homme (Palais du Trocadéro). Dès le début des années 2000, une nouvelle politique d'acquisition est établie pour répondre aux nouvelles missions du musée dans le cadre de sa délocalisation en bordure de la Méditerranée.
Dans les années 1990, le MNATP souffre de ne plus recevoir assez de public et il est question de le transférer à Lyon, Lille ou Marseille. En 2000, la transformation et la délocalisation de l'établissement, transformé en Mucem, est confirmée par le Comité interministériel d'aménagement et de développement du territoire. L'élaboration du nouveau projet est confiée à Michel Colardelle, conservateur général du patrimoine. Il dirige l'établissement jusqu'au mois de juin 2009. Un comité scientifique international est également constitué.
Pendant dix ans, de 1992 à 2000, les acquisitions intègrent des thématiques nouvelles : rock, cultures urbaines, sida, patrimoine industriel, cuisine, etc. En 2005, le domaine géographique s'élargit avec le dépôt de la collection européenne du musée de l’Homme (plus de 30 000 pièces provenant d'Europe de l'Ouest, centrale et de l'Est) ; une politique d’acquisition délibérément tournée vers l’Afrique du Nord et le Proche-Orient méditerranéen avait été engagée dès 1999.
Le Musée national des Arts et Traditions populaires (MNATP) à Paris, a été fermé au public en 2005. C'est dans le cadre du projet de rénovation urbaine « Euroméditerranée », organisé conjointement par l'État et les collectivités territoriales pour participer à la revitalisation économique de Marseille, que le Mucem a pu être construit. Le musée a été bâti sur le site de l'ancien Hangar J4 qui accueillait les bateaux qui faisaient la liaison Marseille-Alger ; la passe du port vers le Vieux-Port est à cet endroit un quartier anciennement nommé quartier Saint-Jean, en référence à l'ancienne commanderie des chevaliers de Saint-Jean de Jérusalem, mais aussi « Les pierres plates » , lieu de sociabilité locale pour nager et pique-niquer.
Le Mucem compte aujourd'hui une collection de référence exceptionnelle : estampes populaires, mobilier, costumes, bijoux, imprimés... Lors du week-end d'inauguration (le 4 juin 2013), le Mucem a reçu 63 910 visiteurs, ce qui est considéré comme une « affluence exceptionnelle », puisqu'on avait estimé qu'il recevrait 300 000 visiteurs par an à partir de son ouverture au public.
Le prix du musée du Conseil de l'Europe est décerné au musée des Civilisations de l'Europe et de la Méditerranée en 2015.
Le Mucem constitue l'un des départements scientifiques des musées nationaux et l'un des plus importants musées de société en France pour l'anthropologie culturelle des sociétés d'Europe et de Méditerranée.
L'exposition consacrée en 2022 à l'Emir Abd el Kader permet d'aborder, par exemple, des problématiques d'histoire et de mémoire d'une grande figure de Méditerranée.

## Collections
Les collections sont constituées de celles de l'ancien MNATP, mais également  de celles du département Europe du musée de l'Homme. Une politique d'acquisition, sous forme d'achats, de donations ou d'enquêtes-collectes de terrain est menée depuis 2013 et poursuit celle des deux précédentes institutions. Le chantier des collections du Mucem a commencé en juin 2004 et s'est d'abord attaché aux collections du musée des ATP, soit environ 250 000 objets présents sur le site parisien et dans les réserves extérieures. Les collections d'estampes, les archives sonores, la bibliothèque ont été traitées dans un second temps. Les collections issues du musée de l'Homme comprenaient environ 30 000 objets. Environ 350 000 objets ont été comptabilisés et transférés à Marseille, auxquels s'ajoutent des livres, estampes et archives sonores, le nombre d'items constituant cette collection publique nationale unique s'établissant aux alentours du million en 2021 : 250 000 objets ; 150 000 livres et revues ; 350 000 photographies ; 100 000 affiches et estampes ; 100 000 cartes postales ; 80 000 archives sonores.
Le MNATP ayant eu pour vocation de témoigner du patrimoine rural de la France jusque dans les années 1990, les collections du Mucem proviennent majoritairement de la France rurale métropolitaine, soulevant fréquemment la question de l'adéquation entre le fonds du musée, son nom et son identité contemporaine.

## Fréquentation
| 2013    | 2014    | 2015    | 2016    | 2017    | 2018    | 2019    | 2020    | 2021    | 2022    | 2023    |
| ------- | ------- | ------- | ------- | ------- | ------- | ------- | ------- | ------- | ------- | ------- |
| 592 749 | 674 051 | 538 951 | 588 059 | 448 909 | 549 110 | 470 486 | 190 200 | 293 547 | 423 927 | 396 926 |